# Lista över flygplans- och helikopterbeteckningar
Lista över vissa militära flygplans- och helikopterbeteckningar
Beskrivning av olika förkortningar inom militärflyget.

## Svenska beteckningar
Flygvapnets benämning är bokstav för användning, ett löpnummer efter beställning/leverans samt ett bokstavssuffix för version, till exempel J 35J.
Se även Lista över Försvarsmaktens flygplan och Sveriges militärflygplan.
- A  -  attackflygplan,                   Saab A 32 Lansen
- AJ - attackflygplan med jaktkapacitet,      Saab AJ 37 Viggen
- B  - bombflygplan,                      Saab B 3 Junkers
- Fpl - flygplan,                             Fpl 53
- G  -  glidflygplan,                     Schneider G 101 SG-38
- Hkp - helikopter,                       HKP 2
- J -   jaktflygplan,                     De Havilland J 33 Venom
- JA  - Jaktflygplan med attackkapacitet,     Saab JA 37 Viggen
- JAS - jakt, attack och spaningsflygplan,    JAS 39 Gripen
- Lg - lastglidare,          AB Flygindustri Lg 105 Fi-3
- S -   spaningsflygplan,                 Supermarine S 31 Spitfire
- Se -  segelflygplan,                    Grunau Se 102 Baby
- SF -  fotospaningsflygplan,                 Saab SF 37 Viggen
- SH  - havsövervakningsflygplan,             Saab SH 37 Viggen
- Sk -  skolflygplan,                         Saab Sk 50 Safir
- T  -  torpedflygplan,                       Saab T 18
- Tp  - transportflygplan,                    Consolidated Tp 47 Catalina
- Trp - transportflygplan (Ersatt av Tp)
- Ö  -  övningsflygplan/skolflygplan,         FMV/CVM Ö1 Tummeliten

Beteckningarna B, G, Lg, Se, T, Trp och Ö används inte av Flygvapnet idag.

## Amerikanska beteckningar
bokstav, svenska, engelska, typexempel
Se även USA:s beteckningssystem för militära flygsystem.
- A - attack (attack),  Vought A-7 Corsair II
- B - bomb (bomber), Boeing B-52 Stratofortress
- C - transport (cargo),  Lockheed C-5 Galaxy
- E - elektronisk (electronics installation),  Boeing E-4B
- F - jakt/attack (fighter),  Vought F-8 Crusader
- G - glidflygplan (glider)
- H - helikopter (helicopter),  Bell H-13 Sioux
- H - räddning (search and rescue), Sikorsky HH-53 Sea Stallion
- K - lufttankningsplan (tanker), Boeing KC-135 Stratotanker
- N - provflygplan (framför allt NASAs)
- O - observation (observation), Cessna O-2 Skymaster
- P - ubåtsjakt/havsövervakning (patrol), Lockheed P-3 Orion
- P - jakt (pursuit) (fram till 1948) (North American P-51 Mustang)
- Q - fjärrstyrd målrobot eller UAV (drone), Ryan Q-2 Firebee
- R - spaning (reconnaissance), Northrop RF-5E TigerEye
- S - ubåtsjakt (antisubmarine), Lockheed S-3 Viking
- SR - strategisk spaning (strategic reconnaissance),  Lockheed SR-71 Blackbird
- T - skolflygplan (trainer), Cessna T-37 Tweet
- U - samband (utility), Lockheed U-2 Dragon Lady
- V - kort start och landning (vertical), VTOL/STOL, Bell/Boeing V-22 Osprey
- W - väder (weather),
- X - experiment (research), Bell X-1 "Glamorous Glennis"
- Y - prototypflygplan eller förproduktionsserie (prototype), Northrop YF-23
- Z - luftskepp (zepelin)

Beteckningarna i USA är uppbyggda av ett bokstavs- och siffersystem med många variationsmöjligheter. Alla flygplan tilldelas en bokstav efter huvudfunktion, en siffra som anger ordningsnummer och ytterligare en bokstav efter ordningsnumret anger version.

## Brittiska beteckningar
Beteckningarna i Storbritannien är uppbyggda av ett flygplansnamn följt av funktions- och versionsbeteckning, till exempel Nimrod AEW.3 (Airborne Early Warning Mark 3/Mk 3). Versionsnumreringen följer flygtyp, inte funktionsbeteckningen. Tornado finns tx som GR.1, F.2, F.3 och GR.4. Funktions- och versionsbeteckningen utan ett flygplansnamn är inte entydigt, därför att det finns Gazelle AH.1, Scout AH.1 och Lynx AH.1. Även flygplansnamnet följer inte alltid tillverkarens namngivning: amerikanska flygplan som Douglas DC-3, F4F Wildcat och T-6 Texan kom att heta Dakota, Martlet och Harvard i brittisk tjänst. 
- AH — Army Helicopter — arméhelikopter; tx Gazelle AH.1
- AEW — Airborne Early Warning — luftbevakning; tx Sentry AEW.1
- B — Bomber — bomb; tx Vulcan B.2
- C — Cargo — transport; tx Hercules C.1
- F — Fighter — jaktflygplan; tx Lightning F.6
- FGR — Fighter, Ground attack, Reconnaissance — jakt, attack, spaning; tx Phantom FGR.2
- FRS — Fighter, Reconnaissance, Strike — jakt, spaning, sjömål; tx Sea Harrier FRS.1
- GR — Ground attack, Reconnaissance — attack, spaning; tx Tornado GR.1
- HAR — Helicopter, Air Rescue — räddningshelikopter; tx Sea King HAR.3
- HAS — Helicopter, Anti-Submarine — helikopter, ubåtsjakt; tx Lynx HAS.2
- HC — Helicopter, Cargo — helikopter, transport; tx Chinook HC.1
- K — Kerosene — lufttankningsplan; tx Victor K.2
- MR — Maritime Reconnaissance — ubåtsjakt/patrullering; tx Nimrod MR.2
- PR — Photographic Reconnaissance — fotospaning; tx Canberra PR.9
- R — Reconnaissance — elektronisk spaning; tx Sentinel R.1
- S — Strike — kärnvapenbombare; tx Buccaneer S.2
- T — Training — skolflygplan; tx Typhoon T1

### Föråldrade beteckningar
- FAW — Fighter, All-Weather — allvädersjaktflygplan; tx Javelin FAW.6
- FGA — Fighter, Ground Attack — jakt, attack; tx Hunter FGA.9
- TSR — Tactical Strike, Reconnaissance — kärnvapenbombare, spaning; tx TSR.2

### Beteckningar under andra världskriget
- AOP — Airborne Observation Post — observation; tx Auster AOP.V
- FB — Fighter Bomber — attackflygplan; tx Mosquito FB.XVIII
- HF — High-altitude Fighter — höghöjdsjaktflygplan; tx Spitfire HF.VII
- NF — Night Fighter — nattjaktflygplan; tx Defiant NF.II
- TF — Torpedo Fighter — torpedflygplan med jaktkapacitet; tx Beaufighter TF.X
- TT — Target Tug — målbogserare; tx Firefly TT.4

### Beteckningar under första världskriget
- B.E. — Blériot Experimental tx B.E.2
- F.E. — Farman Experimental tx F.E.2
- R.E. — Reconnaissance Experimental tx R.E.8
- S.E. — Scouting Experimental tx S.E.5

## Natobeteckningar för sovjetiska flygplan
Namngivingen av sovjetiska flygplan sker genom Natos Air Standards Coordinating Committee. Uppbyggnaden av Nato-beteckningen är följande:
- Tvåstaviga ord gäller för flygplan med jetdrift
- Enstaviga gäller för flygplan med propeller

Första bokstaven i ordet anger flygplanets huvudfunktion:
- B - "Badger", bombare (bomber)
- C - "Camber", transport (cargo)
- F - "Foxbat", jakt/attack (fighter)
- H - "Hind", helikopter (helicopter)
- M - "Mongol", övrigt (miscellaneous)

| Nato-beteckning | Sovjetisk beteckning               |
| --------------- | ---------------------------------- |
| Backfin         | Tu-98                              |
| Backfire        | Tu-22M                             |
| Badger          | Tu-16                              |
| Barge           | Tu-85                              |
| Bark            | Il-2 Sjturmovik                    |
| Bat             | Tu-2                               |
| Beagle          | Il-28                              |
| Bear            | Tu-95                              |
| Bear F          | Tu-142                             |
| Bison           | M-4                                |
| Blackjack       | Tu-169                             |
| Blinder         | Tu-22                              |
| Brewer          | Jak-28                             |
| Buck            | Pe-2                               |
| Cab             | Il-2                               |
| Camber          | Il-86                              |
| Camel           | Tu-104                             |
| Camp            | An-8                               |
| Candid          | Il-76                              |
| Cash            | An-28                              |
| Cat             | An-10                              |
| Clank           | An-30                              |
| Classic         | Il-62                              |
| Cline           | An-32                              |
| Clod            | An-14                              |
| Clobber         | Jak-42                             |
| Coach           | Il-12                              |
| Coaler A        | An-72                              |
| Coaler B        | An-74                              |
| Cock            | An-22                              |
| Codling         | Jak-40                             |
| Coke            | An-24                              |
| Colt            | An-2/An-3                          |
| Condor          | An-124                             |
| Coot            | Il-18                              |
| Cossack         | An-225                             |
| Crate           | Il-14                              |
| Cub             | An-12                              |
| Curl            | An-26                              |
| Fenix           | L-39                               |
| Fencer          | Su-24                              |
| Fishbed         | MiG-21                             |
| Firebar         | Jak-28P                            |
| Firkin          | Su-47                              |
| Flanker         | Su-27                              |
| Flogger         | MiG-23 och MiG-27                  |
| Forger          | Jak-38                             |
| Foxbat          | MiG-25                             |
| Foxhound        | MiG-31                             |
| Frank           | Jak-9                              |
| Frogfoot        | Su-25                              |
| Fulcrum         | MiG-29                             |
| Halo            | Mi-26                              |
| Hare            | Mi-1/Mi-3                          |
| Harke           | Mi-10                              |
| Havoc           | Mi-28                              |
| Haze            | Mi-14                              |
| Helix A/B       | Ka-27                              |
| Helix C         | Ka-32                              |
| Hind            | Mi-24                              |
| Hip             | Mi-8                               |
| Hip H           | Mi-17                              |
| Hokum           | Ka-50                              |
| Hoodlum         | Ka-26                              |
| Hook            | Mi-6                               |
| Hoplite         | Mi-2                               |
| Hormone         | Ka-25                              |
| Mail            | Be-12                              |
| May             | Il-38                              |
| Mainstay        | A-50 (Luftbevakning/Stridsledning) |
| Max             | Jak-18                             |
| Maya            | L-29                               |
| Midas           | Il-76 (Lufttankningsflygplan)      |
| Midget          | MiG-15U                            |
| Mongol          | MiG-21U                            |
| Mop             | GST (Catalina)                     |
| Moss            | Tu-26                              |
| Moujik          | Su-7U                              |
| Super Flanker   | Su-37                              |

### Flygplanskonstruktionsbyråer
Prefixet anger vilken konstruktionsbyrå som har konstruerat flygplanet/helikoptern. Följande prefix förekommer:
- An - Antonov
- Be - Beriev
- Il - Iljusjin
- Jak - Jakovlev
- Ka - Kamov
- MiG - Mikojan-Gurevitj
- Mi - Mil Aircraft
- M - Mjasisjtjev
- Pe - Petljakov
- Su - Suchoj
- Tu - Tupolev
- Yak - Jakovlev